# Kleobis und Biton

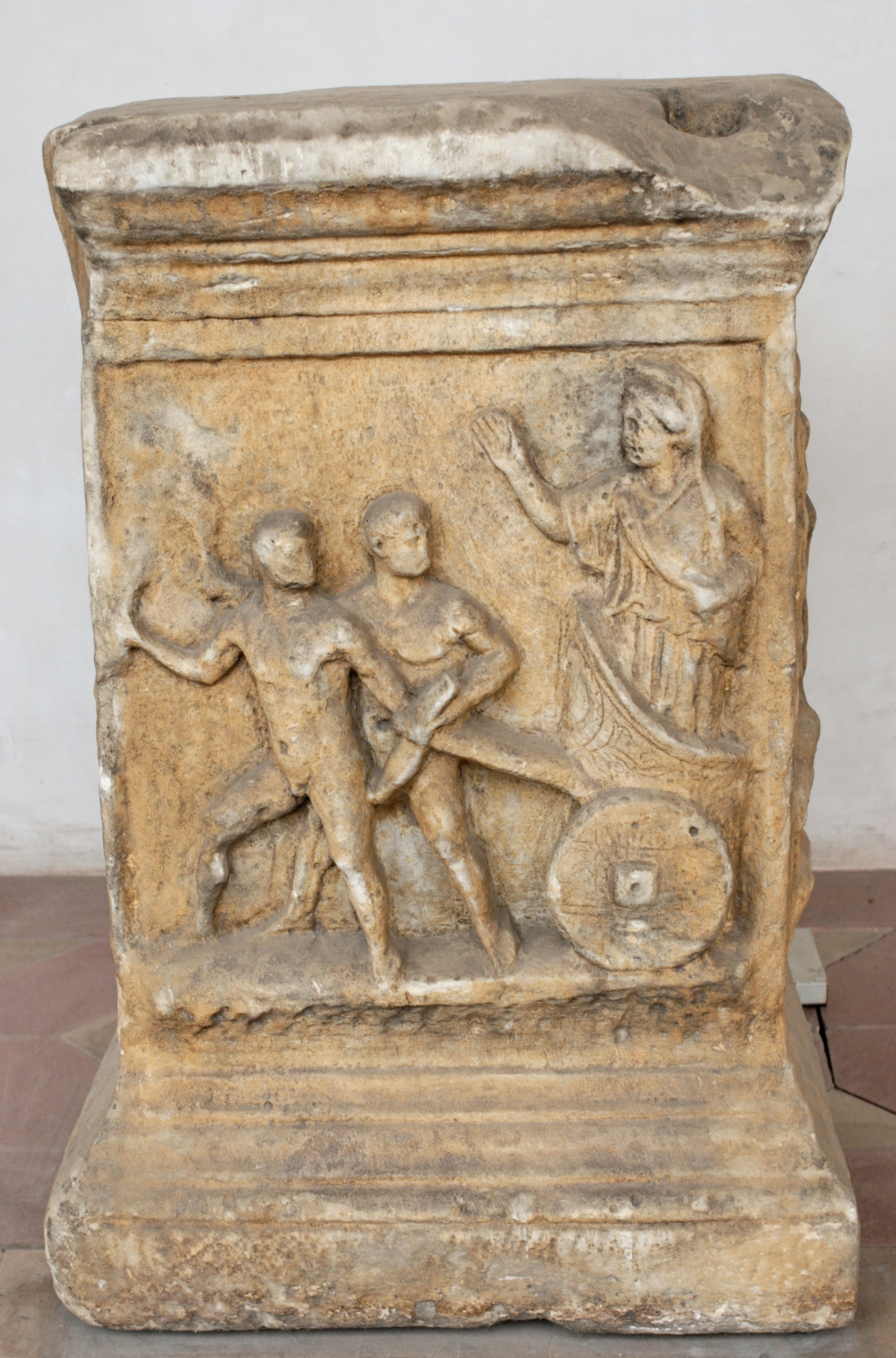
Römischer Grabaltar mit der Darstellung des Mythos von Kleobis und Biton, Rom, Museo Nazionale Romano

Kleobis und Biton (altgriechisch Κλέοβις Kléobis und Βίτων Bítōn) waren ein Brüderpaar in der griechischen Mythologie, Söhne der Kydippe, einer Priesterin der Hera in Argos.

## Mythos
Die beiden Brüder besaßen nur das Notwendigste zum Leben, waren aber mit einer immensen Körperkraft ausgestattet (ῥώμη σώματος rhōmē sōmatos), wodurch sie viele Preise bei Kampfspielen errangen. Sie waren durch außergewöhnliche Bruderliebe verbunden und bekannt für unbedingten, pflichtgetreuen Gehorsam gegenüber ihrer Mutter.
Als Kydippe anlässlich eines Opferfestes zu Ehren der Hera in Argos zum Tempel gefahren werden musste, die Zugochsen für das Zweigespann aber noch nicht vom Feld zurückgekehrt waren, stellten sich die Brüder selbst unter das Joch und zogen den Wagen eigenhändig die fünfundvierzig Stadien zum Heiligtum. Dort legten sich beide nach dem Opfermahl, völlig erschöpft von den Strapazen und der Anstrengung des langen Weges, in den Tempel zur Ruhe und schliefen ein. Kydippe, stolz auf ihre wohlgeratenen Söhne, betete zu Hera und bat, ihren Söhnen als Dank das Beste zukommen zu lassen, was ein Mensch erhalten könne, woraufhin sie nicht wieder aufwachten, sondern sanft entschliefen und so, noch in Jugend und Schönheit stehend, einen schnellen und sanften Tod erlangten. Auf diese Weise erwiesen die Götter den beiden jungen Männern ihre besondere Gunst und Huld („… jung stirbt, wen die Götter lieben …“).
Die Argiver ließen später Statuen von ihnen errichten, weihten diese in Delphi und priesen Kleobis und Biton als Zeichen höchster Tugend.

## Statuen

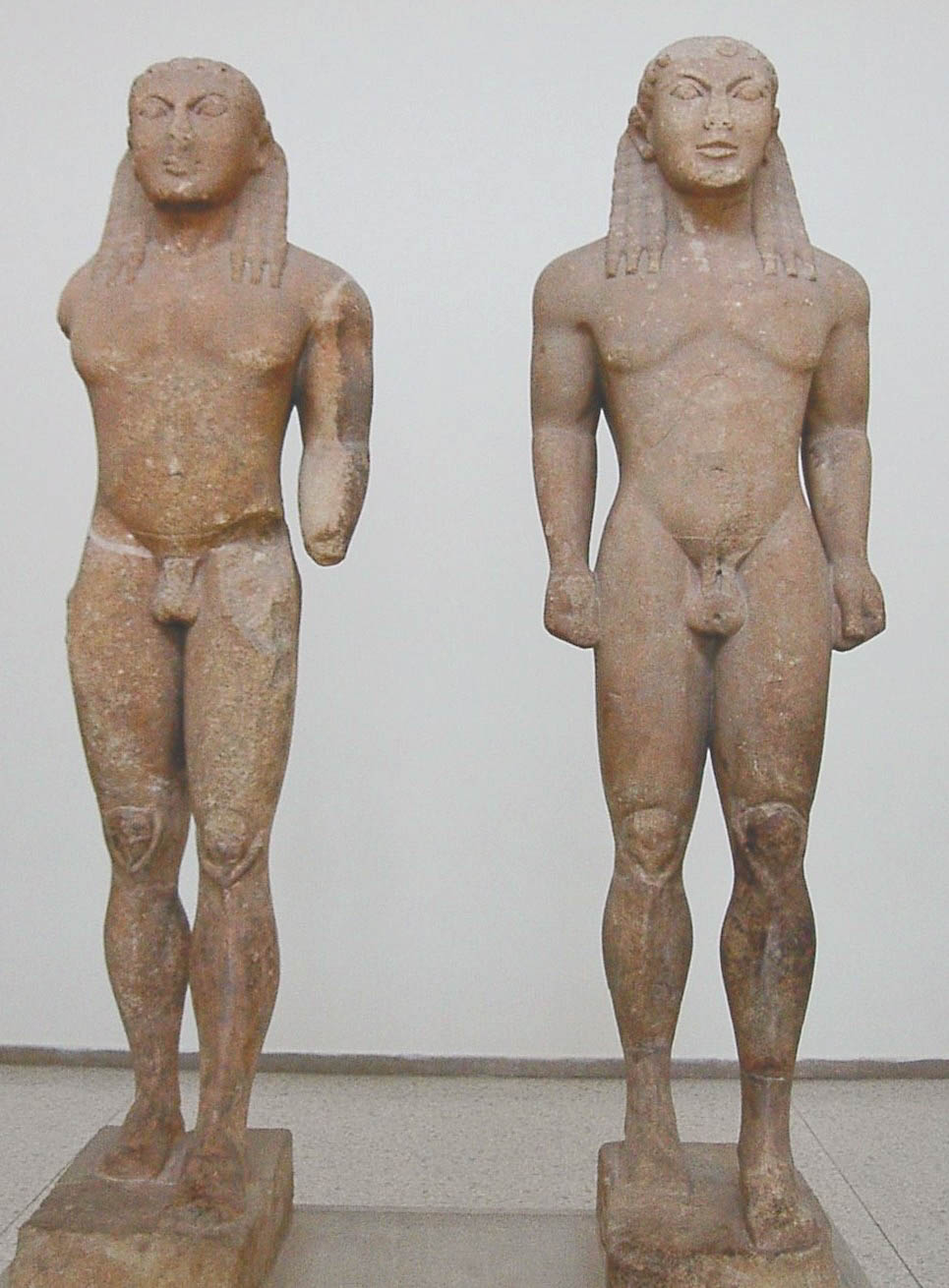
Statuen des Kleobis und Biton, Weihegeschenk der Argiver in Delphi. (Delphi, Archäologisches Museum, Marmor, H: A: 2,16, B: 2,18)

Zwei Statuen von Kleobis und Biton wurden in Delphi gefunden, Statue 1 (A) 1893 nordwestlich des Schatzhauses der Athener und Statue 2 (B) 1894 ungefähr 10 m westlich von A.
Inschriften auf den Sockeln identifizieren die Statuen als Kleobis und Biton und – was eher unüblich ist – auch den Bildhauer, [Poly]mides aus Argos. Die zweizeilige Inschrift beginnt links oben auf Sockel B und setzt sich fort rechts oben auf Sockel A (Zitate der Inschriften nach Gisela M. A. Richter).
Sockel B:

[κλεοβις και βι]τον | ταν ματαρα

- - - - - ς hι | - - - - - - - -
Sockel A:

Εαγαγον τοι δ’ υιοι

[       ]μεδες εποιεε hαργειος
Die Statuen sind nicht vollkommen identisch. A wirkt eher länger und B eher breiter. Das muss nicht gewollt sein; da alle Statuen von Hand aus dem Stein geschlagen wurden, waren keine identischen Kopien möglich. Welche von den beiden Kleobis und welche Biton darstellt, kann nicht festgestellt werden.
Die Torsi sind wie bei dem Sounion-Kouros viereckig, aber Kleobis und Biton haben rundere Formen, was auf eine spätere Entstehungszeit schließen lässt (um 580 v. Chr.). Manche anatomischen Details sind aber noch immer nur in die Oberfläche eingekerbt.
Die Arme und Unterschenkel sind runder. Die Kouroi haben breite Schultern und eine kurze Taille. Der Oberarm ist kurz.

„Altertümlich erscheint der Gegensatz von kräftigen Beinen und kegelförmig aus ihnen herauswachsendem Rumpf, ein Gegensatz, der bereits mit der Sounion Gruppe überwunden war.“

Der Kopf ist kubisch geformt und an der Ober- und Rückseite flach. Das Gesicht ist breit mit einer tiefen, zurücktretenden Stirn. Die Ohren sitzen an der anatomisch richtigen Stelle. Die Nase ist breit und kurz. Die früharchaische Augenform ist aufgegeben. Die kugelig gewölbten Augäpfel werden umrahmt von spiegelbildlich gespannten, an den Winkeln spitz zulaufenden Lidern. Die Haare fallen in sechs Zöpfen den Rücken hinunter und vorne auf jeder Seite in drei Zöpfen.